# John Casey

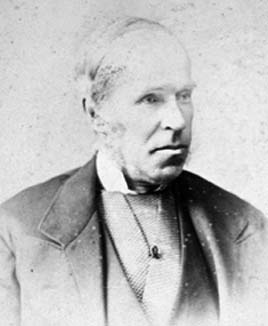
John Casey

John Casey (* 12. Mai 1820 in Coolattin, Irland; † 3. Januar 1891 in Dublin) war ein irischer Mathematiker, der vor allem für seine Arbeiten zur Geometrie bekannt ist.

## Leben
John Casey arbeitete zunächst als Lehrer an einer Schule in Tipperary, 1847 heiratete er Catherine Ryan und hatte vier Kinder mit ihr. 1854 wurde er zum Rektor einer neu eröffneten Modellschule in Kilkenny berufen. Dort wurde er von einem ehemaligen Studenten des Trinity College Dublin in die höhere Mathematik eingeführt und begann in der Folgezeit mit den am Trinity College arbeitenden Mathematikern Richard Townswend und George Salmon über geometrische Probleme zu kommunizieren. Diese schlugen ihm schließlich vor, am Trinity College für einen fortgeschrittenen Abschluss zu studieren. Ab 1858 belegte er am Trinity College Kurse und machte 1862 seinen Abschluss, bereits während seines Studiums veröffentlichte er mehrere Arbeiten zu geometrischen Themen. Nach Abschluss des Studiums arbeitete John Casey als Science Master im Schulbereich und war von 1862 bis 1868 einer der Herausgeber der Zeitschrift Messenger of Mathematics. 1873 boten ihm sowohl die katholische Universität in Dublin als auch etwas später das Trinity College eine Professorenstelle an. Die Stelle am Trinity College sagte er ab, da er der katholischen Universität bereits eine Zusage erteilt hatte und sich an diese gebunden fühlte. Da die katholische Universität jedoch zu dieser Zeit zu wenig Studenten hatte, um ihm ein reguläres Gehalt zu zahlen, arbeitete er zwischen 1873 und 1882 auch als Professor am Civil Service College und bereitete am French College Studenten für die Aufnahmeprüfung am Civil Service College vor. 1882 wurde er schließlich Fellow der 1880 aus der katholischen Universität entstandenen Royal University (später National University of Ireland) mit einem Jahresgehalt von 400 £.
Er war Mitglied der Royal Irish Academy (1866) und Fellow der Royal Society (1875) und erhielt sowohl vom Trinity College (1869) als auch von der Royal University (1885) einen juristischen Ehrendoktor. Er war der irischen Sprache besonders zugetan und daher lebenslanges Mitglied der Gaelic Union and the Society for the Preservation of the Irish Language.

## Werk
John Casey veröffentlichte über 25 Forschungsarbeiten und schrieb sechs Lehrbücher. Seine kommentierte Ausgabe der Elemente von Euklid enthielt eine ungewöhnlich umfangreiche Aufgabensammlung geometrischer Probleme, die er mit Richard Townsend zusammengetragen hatte. Am einflussreichsten erwies sich jedoch sein 1881 veröffentlichtes Sequel to Euclid, das erstmals alle neueren Ergebnisse der Elementargeometrie in Form eines Lehrbuches zusammenstellte. Zusammen mit Émile Lemoine (1840–1912) war er damals für eine Wiederbelebung des Interesses an Elementargeometrie (damals unter dem Titel "moderne Geometrie" oder "moderne Dreiecksgeometrie") verantwortlich. Heute ist er vor allem für eine von ihm entdeckte Erweiterung des Satzes von Ptolemäus bekannt, die seitdem auch als Satz von Casey bezeichnet wird.

## Bücher
- On Cubic Transformations (Dublin, 1880)
- A Sequel to the First Six Books of the Elements of Euclid (Dublin, 1881)
- The First Six Books of the Elements of Euclid (Dublin, 1882)
- Treatise on the Analytic Geometry of the Point, Line, Circle and Conic Sections (Dublin, 1885)
- Treatise on Elementary Trigonometry (Dublin, 1886)
- Treatise on Plane Trigonometry containing an account of the Hyperbolic Functions (Dublin, 1888)
- Treatise on Spherical Geometry (Dublin, 1889).